# Ruth Gordon

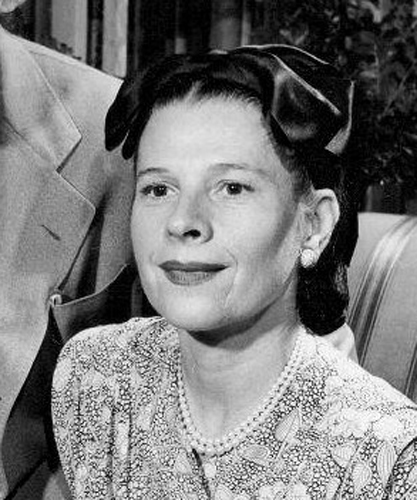
Ruth Gordon 1946.

Ruth Gordon Jones, más conocida como Ruth Gordon (Quincy, Massachusetts; 30 de octubre de 1896-Edgartown, Massachusetts; 28 de agosto de 1985), fue una actriz y escritora estadounidense ganadora de un Óscar. Es quizás más conocida por sus personajes de la solícita vecina de la película Rosemary's Baby y de la excéntrica Maude en Harold and Maude. Además de su carrera interpretativa, Gordon escribió numerosas obras de teatro, guiones y libros.

## Inicios
Gordon nació en Quincy, Massachusetts. Era la única hija de Annie Ziegler Jones y de Clinton Jones, un capataz que había sido capitán de barco. Antes de graduarse en la Quincy High School, ella escribió a varias de sus actrices favoritas a fin de conseguir una fotografía firmada. Recibió contestación personal de Hazel Dawn (a quien ella había visto en la producción teatral de Ivan Caryll The Pink Lady), que la incitó a dedicarse a la interpretación. Aunque su padre era escéptico sobre sus posibilidades de éxito en una difícil profesión, tomó 400 dólares de sus ahorros y llevó a su hija a Nueva York en 1914, donde la introdujo en la Academia Estadounidense de Arte Dramático. En 1915 ella actuó como extra en películas mudas que se rodaban en Fort Lee, Nueva Jersey. En una de ellas, The Whirl of Life (1915), basada en las vidas de Vernon e Irene Castle, interpretó a una bailarina.
También en 1915, debutó en Broadway con la reposición de Peter Pan en el papel de Nibs, saliendo a escena con Maude Adams y ganando buenas opiniones del poderoso crítico Alexander Woollcott. Woollcott, quien la describió favorablemente como "siempre tan feliz", se haría su amigo y mentor. En 1918, Gordon fue Lola Pratt en la adaptación de Broadway de la obra de Booth Tarkington Seventeen, junto al actor Gregory Kelly, quien posteriormente actuó con ella en las giras de las obras The First Year, de Frank Craven, y Clarence y Tweedles, de Tarkington. Kelly se convirtió en su primer marido en 1921, pero falleció por una enfermedad cardiaca en 1927, a los 36 años de edad. Nuevamente en Broadway, actuó en la pieza de Maxwell Anderson Saturday's Children, interpretando un papel serio, el de Bobby, tras muchos años haciendo personajes "bonitos, pero tontos".
Gordon siguió trabajando en el teatro durante los años treinta, incluyendo papeles como el de Mattie en Ethan Frome; el de Margery Pinchwife en la comedia de la Restauración escrita por William Wycherley The Country Wife, representada en el London's Old Vic y en Broadway; y el de Nora Helmer en Casa de muñecas, de Henrik Ibsen, representada en Central City, Colorado y en Broadway.

## Carrera

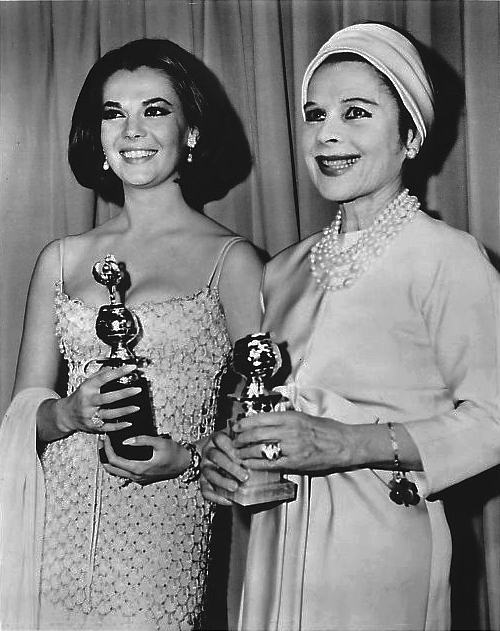
Natalie Wood y Ruth Gordon en la 23 edición de los premios Golden Globes.

Gordon y su entonces marido Garson Kanin colaboraron en los guiones de las películas de Katharine Hepburn y Spencer Tracy La costilla de Adán (1949) y Pat and Mike (1952). Ambas fueron dirigidas por George Cukor.
El público no es consciente de que la legendaria relación en la pantalla de Hepburn y Tracy era reflejo del propio matrimonio de Gordon y Kanin. Ellos recibieron nominaciones al Óscar por ambos guiones, así como por el de un título anterior, Doble vida (1947), el cual también dirigió Cukor.
En 1953, La actriz, la adaptación de la obra autobiográfica de Gordon Years Ago, se convirtió en una importante producción hollywoodiense, con Jean Simmons interpretando a la chica de Quincy, Massachusetts, que convencía a su padre, capitán de barco, para que la dejara ir a Nueva York a convertirse en actriz. Gordon escribiría tres volúmenes de memorias en los años setenta: "My Side", "Myself Among Others" y "An Open Book". 
Gordon continuó con su carrera interpretativa teatral en los cincuenta, y fue nominada al Tony de 1956 a la mejor actriz por su retrato de Dolly Levi en The Matchmaker, de Thornton Wilder, un papel que también interpretó en Londres, Edimburgo y Berlín.
En 1966, Gordon fue nominada a un Óscar y ganó un Globo de Oro a la mejor actriz secundaria por su interpretación en Inside Daisy Clover, en la que trabajaba Natalie Wood. Posteriormente ganó un Óscar a la mejor actriz de reparto por su colaboración en Rosemary's Baby, una adaptación al cine de la novela de horror de Ira Levin acerca de un culto satánico en un edificio de apartamentos en el Upper West Side de Manhattan. El film estaba protagonizado por Mia Farrow y John Cassavetes, y dirigido por Roman Polanski. Gordon también ganó otro Globo de Oro por Rosemary's Baby, y fue nominada otra vez, en 1971, por su papel de Maude en el clásico Harold and Maude (con Bud Cort como su enamorado). Gordon ganó también un Emmy por una actuación como estrella invitada en la serie Taxi, en un episodio de 1978 llamado "Sugar Mama", en el cual su personaje intenta solicitar los servicios de un taxista, que interpreta la estrella de la serie Judd Hirsch.
Muchos de sus últimos papeles tenían su atractivo en la yuxtaposición de su físico diminuto (medía 1,55 m) y aparentemente envejecido con su vigorosa, poco convencional y valiente determinación. Tras ganar el Oscar de 1968 a los 72 años, más de medio siglo después de debutar en el cine, exclamó con su estilo inimitable, "no puedo decirles qué halagüeña es una cosa como ésta para una joven actriz como yo". 
Verdaderamente, siguió actuando en 22 películas más y en otras tantas intervenciones televisivas en los años 70 y 80, incluyendo series de éxito como Rhoda (la cual le dio otra nominación al Emmy) y Newhart. También fue artista invitada en uno de los últimos episodios de Columbo. Consiguió la notable distinción de ser la presentadora de mayor edad del programa Saturday Night Live, con incontables actuaciones en diferentes programas televisivos, disfrutando de un estatus que pocos antes habían obtenido. Su última actuación en Broadway fue como Mrs. Warren en Mrs. Warren's Profession, de George Bernard Shaw, producida por Joseph Papp en el Teatro Vivian Beaumont en 1976. En el verano de 1976, Gordon protagonizó el papel principal de su propia obra, Ho! Ho! Ho! en el Cape Playhouse de Dennis, Massachusetts.
Tuvo un papel menor pero memorable como la madre de Orville Bogas (Geoffry Lewis) en las películas de Clint Eastwood Every Which Way but Loose y Any Which Way You Can.

## Vida privada
Gordon se casó con el escritor Garson Kanin, 16 años más joven que ella, en 1942. El matrimonio duró hasta la muerte de ella en 1985, a causa de un accidente cerebrovascular en Edgartown, Massachusetts, a los 88 años.
Entre sus dos matrimonios tuvo un hijo, en 1929, llamado Jones Harris, nacido de una relación con el afamado productor de Broadway Jed Harris.

## Muerte
El 28 de agosto de 1985, Gordon murió en su casa de verano en Edgartown, Massachusetts, luego de un derrame cerebral a los 88 años. Su esposo durante 43 años, Garson Kanin, estuvo a su lado y dijo que incluso su último día de vida fue típicamente lleno, con paseos, charlas, recados y una mañana de trabajo sobre una nueva obra de teatro. Había hecho su última aparición pública dos semanas antes, en una exhibición benéfica de la película Harold and Maude, y había terminado de actuar en cuatro películas.

## Legado
"Tenía un gran don para vivir el momento", dijo Glenn Close, quien coprotagonizó Maxie, una de las últimas películas de Gordon, "... y la mantuvo sin edad".
En agosto de 1979, una pequeña sala de cine en Westboro, Massachusetts, se llamó Ruth Gordon Flick. Asistió a la ceremonia de apertura, de pie en un banco en el vestíbulo para que la pudieran ver. El teatro ya no existe. En noviembre de 1984, el anfiteatro al aire libre en Merrymount Park en Quincy, Massachusetts, fue nombrado Ruth Gordon Amphitheatre en su honor.

## Premios y distinciones
Premios Óscar
| Año  | Categoría               | Película            | Resultado |
| ---- | ----------------------- | ------------------- | --------- |
| 1948 | Mejor guion original    | Doble vida          | Nominada  |
| 1951 | Mejor argumento y guion | La costilla de Adán | Nominada  |
| 1953 | Mejor Guion Original    | La impetuosa        | Nominada  |
| 1966 | Mejor Actriz de Reparto | La rebelde          | Nominada  |
| 1969 | Mejor Actriz de Reparto | Rosemary's Baby     | Ganadora  |